# Rita Jacques Pereira Pinto, baronesa de Ivinhema

Armas do barão de Ivinhema, uma combinação das armas das famílias Pereira e Pinto

Rita Jacques Pereira Pinto, Baronesa de Ivinhema (Rio Pardo, Rio Grande do Sul, 25 de agosto de 1825 – Rio de Janeiro, 26 de julho de 1892) foi uma baronesa brasileira.

## Biografia
Filha de José Antônio Jacques e Felicidade dos Santos Álvares Ourique.
Apesar de muitos genealogistas a chamarem de "Rita de Cássia Ourique Jacques", tal hipótese não se sustenta, pois tanto a certidão de batismo como a do primeiro casamento e de óbito não existe nenhuma menção ao "de Cássia".
Casou-se em primeiras núpcias com o Conselheiro e Marechal de Campo Francisco Félix da Fonseca Pereira Pinto. Depois de viúva, casou-se com Francisco Pereira Pinto, barão de Ivinhema.
Senhora de esmerada educação, foi exemplo de família e de virtudes.
Sua família se distinguiu pela amenidade de trato e nobreza de sentimentos.

## Descendência
Filhos do primeiro casamento com Francisco Félix da Fonseca Pereira Pinto:
1. Luíza Anselmo Pereira Pinto casada com o almirante Dr. Luís Carneiro da Rocha;
2. Germana Ritta Pereira Pinto Barbosa casada com o almirante Elisiário José Barbosa;
3. João Carlos Pereira Pinto, foi cônsul-geral do Brasil em Buenos Aires e comendador da Imperial Ordem da Rosa;
4. Francisco Félix Pereira Pinto II, foi capitão de fragata da Marinha.

Filho do segundo casamento com o Francisco Pereira Pinto, barão de Ivinheima:
1. Luiz Pereira Pinto.

## Falecimento
Faleceu dia 25 de julho de 1892, rodeada pela família sem sofrimento, vítima de síncope cardíaca.
Seu enterro foi acompanhado por dois representantes do Presidente da República do Brasil, o Ministro da Marinha, o Ajudante General da Armada, Capitão de Mar e Guerra Lorena, entre muitas outras personalidades.